# Кубок світу з біатлону 2021—2022
Кубок світу з біатлону в сезоні 2021—2022 проходив з 26 листопада 2021 року по 20 березня 2022 року. Він складався з 10 етапів. Усього було проведено 58 гонок різного формату. Змагання з біатлону на Олімпійських іграх, що проходили в китайському Пекіні, до заліку Кубка світу не ввійшли.

## Національні квоти країн
Кількість біатлоністів, що беруть участь в Кубку світу від окремої національної збірної, визначається відповідно до місця команди в Кубку націй у попередньому сезоні. Відповідно до результатів попереднього сезону національні команди будуть представлені наступною кількістю спортсменів:
| Місце в Кубку націй | Реєстрація/Старт | Чоловіки                                                                          | Жінки                                                                      |
| ------------------- | ---------------- | --------------------------------------------------------------------------------- | -------------------------------------------------------------------------- |
| 1 — 5               | 8/6              | Норвегія, Франція, Німеччина, Росія, Швеція↑                                      | Норвегія, Швеція, Німеччина, Франція, Білорусь↑↑                           |
| 6 — 10              | 7/5              | Італія, Австрія↓, Україна, Білорусь, Словенія↑                                    | Росія↓, Україна, Австрія, Італія, Швейцарія                                |
| 11 — 17             | 6/4              | Чехія↓, Швейцарія, Фінляндія↑, Канада, США, Литва, Бельгія↑                       | Чехія↓, США, Польща, Канада, Естонія, Фінляндія, Японія↑                   |
| 18 — 23             | 5/3              | Словаччина, Болгарія↓, Естонія, Латвія, Японія↑↑, Польща↓                         | Словаччина, Казахстан, Болгарія, Південна Корея, Словенія, Латвія↑         |
| 24 — 25             | 4/2              | Казахстан, Румунія                                                                | Литва, Бельгія↑                                                            |
| Wildcard (всього 8) | 1/1              | КНР↓↓, Греція, Молдова, Монголія, Нова Зеландія, Південна Корея, Сербія, Хорватія | КНР↓↓↓, Австралія, Велика Британія, Гренландія, Молдова, Румунія, Хорватія |

На додаток до квот для національних федерацій, які займають місця з 1-го по 25-е, 8-ми національним збірним, у яких немає квот для участі в Кубку світу, видаються wildcard, які надають квоту на старт одного спортсмена в Кубку світу. На одну збірну на кожну стать видається максимум по дві wildcard. Wildcard діють протягом одного триместру (як правило, це етапи 1-4 КС, 5-7 КС та 8-10 КС).

## Календар
Календар кубка світу IBU на сезон 2021—2022. 16 травня виконавчий комітет IBU ухвалив рішення щодо перенесення 9 етапу Кубка світу з Раубичів (Білорусь) до Контіолахті (Фінляндія) у зв'язку з поточною ситуацією в Білорусі, яка не дозволяє національним федераціям і командам будувати плани на сезон. У зв'язку з цим, перші два етапи Кубка світу пройшли в шведському Естерсунді (27-28 листопада і 2-5 грудня). Раніше планувалося, що стартовий етап прийме Контіолахті.
| Етап                                                    | Місце                                                   | Дата                                                    | Інд. гонки                   | Спринт                       | Персьют                      | Масстарт                     | Естафети                     | Змішані                      | Одиночні змішані             |
| ------------------------------------------------------- | ------------------------------------------------------- | ------------------------------------------------------- | ---------------------------- | ---------------------------- | ---------------------------- | ---------------------------- | ---------------------------- | ---------------------------- | ---------------------------- |
| 1                                                       | Естерсунд                                               | 27—28 листопада                                         | ●                            | ●                            |                              |                              |                              |                              |                              |
| 2                                                       | Естерсунд                                               | 2—5 грудня                                              |                              | ●                            | ●                            |                              | ●                            |                              |                              |
| 3                                                       | Гохфільцен                                              | 10—12 грудня                                            |                              | ●                            | ●                            |                              | ●                            |                              |                              |
| 4                                                       | Ансі                                                    | 16—19 грудня                                            |                              | ●                            | ●                            | ●                            |                              |                              |                              |
| 5                                                       | Обергоф                                                 | 7—9 січня                                               |                              | ●                            | ●                            |                              |                              | ●                            | ●                            |
| 6                                                       | Рупольдінг                                              | 12—16 січня                                             |                              | ●                            | ●                            |                              | ●                            |                              |                              |
| 7                                                       | Разун-Антерсельва                                       | 20—23 січня                                             | ●                            |                              |                              | ●                            | ●                            |                              |                              |
| ОІ                                                      | Пекін                                                   | 5—20 лютого                                             | Зимові Олімпійські ігри 2022 | Зимові Олімпійські ігри 2022 | Зимові Олімпійські ігри 2022 | Зимові Олімпійські ігри 2022 | Зимові Олімпійські ігри 2022 | Зимові Олімпійські ігри 2022 | Зимові Олімпійські ігри 2022 |
| 8                                                       | Контіолахті                                             | 3—6 березня                                             |                              | ●                            | ●                            |                              | ●                            |                              |                              |
| 9                                                       | Отепяе                                                  | 10—13 березня                                           |                              | ●                            |                              | ●                            |                              | ●                            | ●                            |
| 10                                                      | Гольменколлен                                           | 18—20 березня                                           |                              | ●                            | ●                            | ●                            |                              |                              |                              |
| Усього: 58 гонок (27 чоловічих, 27 жіночих, 4 змішаних) | Усього: 58 гонок (27 чоловічих, 27 жіночих, 4 змішаних) | Усього: 58 гонок (27 чоловічих, 27 жіночих, 4 змішаних) | 2                            | 9                            | 7                            | 4                            | 5                            | 2                            | 2                            |

## Медальний залік
| Місце  | Країна     | Золото | Срібло | Бронза | Загалом |
| ------ | ---------- | ------ | ------ | ------ | ------- |
| 1      | Норвегія   | 24     | 10     | 15     | 49      |
| 2      | Франція    | 14     | 17     | 11     | 42      |
| 3      | Швеція     | 8      | 11     | 9      | 28      |
| 4      | Німеччина  | 4      | 6      | 6      | 16      |
| 5      | Росія      | 4      | 6      | 5      | 15      |
| 6      | Білорусь   | 1      | 5      | 6      | 12      |
| 7      | Австрія    | 1      | 3      | 0      | 4       |
| 8      | Італія     | 1      | 1      | 3      | 5       |
| 9      | Чехія      | 1      | 0      | 0      | 1       |
| 10     | Словаччина | 0      | 0      | 1      | 1       |
| 10     | Україна    | 0      | 0      | 1      | 1       |
| Усього | Усього     | 58     | 59     | 57     | 174     |

## Таблиці. Чоловіки

### Загальний залік. Чоловіки
| Місце | після 22 гонок                 | Очки |
| ----- | ------------------------------ | ---- |
| 1     | Кентен Фійон-Має (FRA)         | 984  |
| 2     | Стурла Гольм Легрейд (NOR)     | 736  |
| 3     | Себастьян Самуельссон (SWE)    | 717  |
| 4     | Ветле Шостад Крістіансен (NOR) | 708  |
| 5     | Емільєн Жаклен (FRA)           | 706  |
| …37   | Дмитро Підручний (UKR)         | 148  |

| Місце | після 9 гонок               | Очки |
| ----- | --------------------------- | ---- |
| 1     | Кентен Фійон-Має (FRA)      | 402  |
| 2     | Себастьян Самуельссон (SWE) | 340  |
| 3     | Стурла Гольм Легрейд (NOR)  | 284  |
| …28   | Дмитро Підручний (UKR)      | 97   |

| Місце | після 7 гонок               | Очки |
| ----- | --------------------------- | ---- |
| 1     | Кентен Фійон-Має (FRA)      | 379  |
| 2     | Себастьян Самуельссон (SWE) | 282  |
| 3     | Ерік Лессер (GER)           | 253  |
| …39   | Антон Дудченко (UKR)        | 148  |

| Місце | після 4 гонок                  | Очки |
| ----- | ------------------------------ | ---- |
| 1     | Сіверт Ґутторм Баккен (NOR)    | 182  |
| 2     | Кентен Фійон-Має (FRA)         | 178  |
| 3     | Ветле Шостад Крістіансен (NOR) | 165  |

| Місце | після 2 гонок              | Очки |
| ----- | -------------------------- | ---- |
| 1     | Тар'єй Бо (NOR)            | 108  |
| 2     | Стурла Гольм Легрейд (NOR) | 100  |
| 3     | Сімон Детьє (FRA)          | 86   |
| …36   | Антон Дудченко (UKR)       | 17   |

### Естафета. Чоловіки
| Місце | після 5 гонок | Очки |
| ----- | ------------- | ---- |
| 1     | Норвегія      | 276  |
| 2     | Франція       | 239  |
| 3     | Німеччина     | 231  |
| 4     | Росія         | 210  |
| 5     | Швеція        | 188  |
| …10   | Україна       | 152  |

## Таблиці. Жінки

### Загальний залік. Жінки
| Місце | після 22 гонок               | Очки |
| ----- | ---------------------------- | ---- |
| 1     | Марте Ольсбу-Рейселанн (NOR) | 957  |
| 2     | Ельвіра Карін Еберг (SWE)    | 823  |
| 3     | Ліза-Тереза Гаузер (AUT)     | 684  |
| 4     | Ганна Еберг (SWE)            | 661  |
| 5     | Анаїс Шевальє (FRA)          | 642  |
| …41   | Юлія Джіма (UKR)             | 153  |

| Місце | після 9 гонок                | Очки |
| ----- | ---------------------------- | ---- |
| 1     | Марте Ольсбу-Рейселанн (NOR) | 412  |
| 2     | Ельвіра Карін Еберг (SWE)    | 340  |
| 3     | Ганна Еберг (SWE)            | 306  |
| …35   | Юлія Джіма (UKR)             | 73   |

| Місце | після 7 гонок                | Очки |
| ----- | ---------------------------- | ---- |
| 1     | Марте Ольсбу-Рейселанн (NOR) | 380  |
| 2     | Ельвіра Карін Еберг (SWE)    | 300  |
| 3     | Ганна Еберг (SWE)            | 262  |
| …42   | Юлія Джіма (UKR)             | 49   |

| Місце | після 4 гонок             | Очки |
| ----- | ------------------------- | ---- |
| 1     | Жустін Брезаз-Буше (FRA)  | 162  |
| 2     | Ельвіра Карін Еберг (SWE) | 160  |
| 3     | Доротея Вірер (ITA)       | 152  |
| …47   | Юлія Джіма (UKR)          | 12   |

| Місце | після 2 гонок             | Очки |
| ----- | ------------------------- | ---- |
| 1     | Маркета Давідова (CZE)    | 98   |
| 2     | Ліза-Тереза Гаузер (AUT)  | 86   |
| 3     | Дінара Алімбекова (BLR)   | 79   |
| …31   | Валентина Семеренко (UKR) | 24   |

### Естафета. Жінки
| Місце | після 5 гонок | Очки |
| ----- | ------------- | ---- |
| 1     | Швеція        | 243  |
| 2     | Норвегія      | 235  |
| 3     | Франція       | 216  |
| 4     | Німеччина     | 203  |
| 5     | Італія        | 195  |
| …15   | Україна       | 133  |

## Змішані естафети
| Місце | після 4 гонок | Очки |
| ----- | ------------- | ---- |
| 1     | Норвегія      | 205  |
| 2     | Швеція        | 191  |
| 3     | Франція       | 169  |
| 4     | Німеччина     | 165  |
| 5     | Австрія       | 154  |
| …22   | Україна       | 79   |

## Кубок націй
| Місце | Країна    | Очки |
| ----- | --------- | ---- |
| 1     | Норвегія  | 7277 |
| 2     | Франція   | 6954 |
| 3     | Німеччина | 6707 |
| 4     | Швеція    | 5851 |
| 5     | Італія    | 5475 |
| 6     | Росія     | 5061 |
| 7     | Австрія   | 5010 |
| 8     | Швейцарія | 4843 |
| 9     | Чехія     | 4574 |
| 10    | Фінляндія | 4480 |
| …15   | Україна   | 3905 |

| Місце | Країна    | Очки |
| ----- | --------- | ---- |
| 1     | Норвегія  | 6856 |
| 2     | Швеція    | 6765 |
| 3     | Франція   | 6572 |
| 4     | Німеччина | 6402 |
| 5     | Чехія     | 5488 |
| 6     | Італія    | 5449 |
| 7     | Австрія   | 5093 |
| 8     | Швейцарія | 4838 |
| 9     | Росія     | 4602 |
| 10    | Білорусь  | 4498 |
| …14   | Україна   | 3863 |

## Досягнення
Кількість перемог (в дужках за всю кар'єру)
| Чоловіки - Кентен Фійон-Має (FRA) — 8 (14) - Стурла Гольм Легрейд (NOR) — 2 (9) - Ветле Шостад Крістіансен (NOR) — 2 (3) - Себастьян Самуельссон (SWE) — 2 (3) - Йоганнес Бо (NOR) — 1 (52) - Олександр Логінов (RUS) — 1 (4) - Бенедикт Долль (GER) — 1 (3) - Емільєн Жаклен (FRA) — 1 (3) - Ерік Лессер (GER) — 1 (3) - Антон Бабіков (RUS) — 1 (2) - Сіверт Ґутторм Баккен (NOR) — 1 (1) - Йоганнес Кюн (GER) — 1 (1) | Жінки - Марте Ольсбу-Рейселанн (NOR) — 6 (15) - Ельвіра Карін Еберг (SWE) — 4 (4) - Тіріль Екгофф (NOR) — 3 (29) - Жустін Брезаз-Буше (FRA) — 2 (4) - Доротея Вірер (ITA) — 1 (13) - Деніз Геррманн (GER) — 1 (8) - Ганна Еберг (SWE) — 1 (6) - Жулья Сімон (FRA) — 1 (4) - Ліза-Тереза Гаузер (AUT) — 1 (3) - Маркета Давідова (CZE) — 1 (3) - Ганна Сола (BLR) — 1 (1) |